# Willem Maris

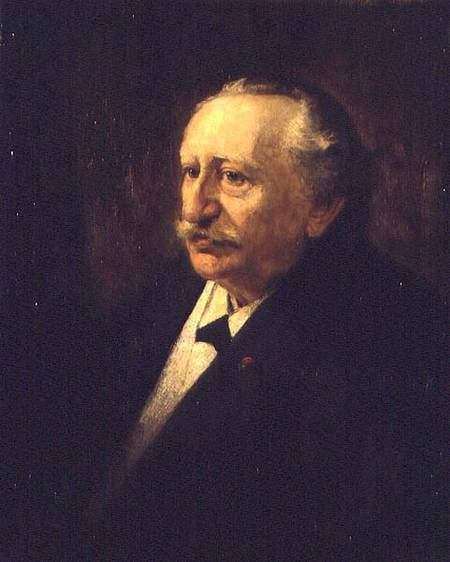
Floris Arntzenius: Porträt von Willem Maris, 1903, Haags Gemeentemuseum

Willem Maris (* 18. Februar 1844 in Den Haag; † 10. Oktober 1910 ebenda), im deutschsprachigen Raum auch Wenzel Maris genannt, war ein niederländischer Maler und der jüngste Sohn der Malerfamilie Maris. Er wird der Haager Schule zugerechnet. Seine typischen Werke sind holländische Landschaften mit Rindern, Enten und anderen Tieren, in deutlich helleren Farben als die Gemälde seiner Brüder Jacob Maris und Matthijs Maris.

## Familie und Leben
Die drei Brüder hatten noch eine ältere Schwester, Henriette. Der Großvater Wenzel Maresch stammte aus Prag, heiratete Anfang des 19. Jahrhunderts die Amsterdamerin Metge Smit und ließ sich mit ihr in Den Haag nieder. 1809 wurde Sohn Mattheus geboren und unter dem Familiennamen Marris eingetragen. Später nannte sich die Familie Maris. Mattheus heiratete Hendrika Bloemert, und da er Druckermeister war, kamen die Kinder früh mit Kunstdrucken der alten Meister in Berührung, die sie bewunderten und nachzuahmen versuchten. So wurde ihr Talent früh entdeckt.
Willem erhielt von seinen Brüdern seine ersten Zeichenstunden. Danach besuchte er Abendunterrichte an der Koninklijke Academie van Beeldende Kunsten (Königliche Akademie der Bildenden Künste) in Den Haag und ging zeitweise bei dem Rindermaler Pieter Stortenbeker in die Lehre. Ansonsten war er weitgehend Autodidakt. Im Den Haager Mauritshaus kopierte er das Werk des Tiermalers Paulus Potter aus dem 17. Jahrhundert. Er malte auch in der Künstlerkolonie Landgut Oosterbeek sowie in Wolfheze und entwickelte sich zu einem Landschafts- und Tiermaler. 1855 lernte er Anton Mauve kennen. Seine erste Ausstellung fand 1863 in Den Haag statt. 1865 reiste er mit Bernard Blommers durch die Rheinstaaten und später nach Norwegen.
Ab 1869 blieb er in Den Haag, wo er im Alter von 65 Jahren starb. Er wurde auf dem Friedhof Oud Eik en Duinen begraben. Sein Sohn Simon Maris malte ebenfalls und schrieb ein Buch über seine Malerfamilie.
1903 fertigte Floris Arntzenius ein Porträt von ihm an.

## Werk

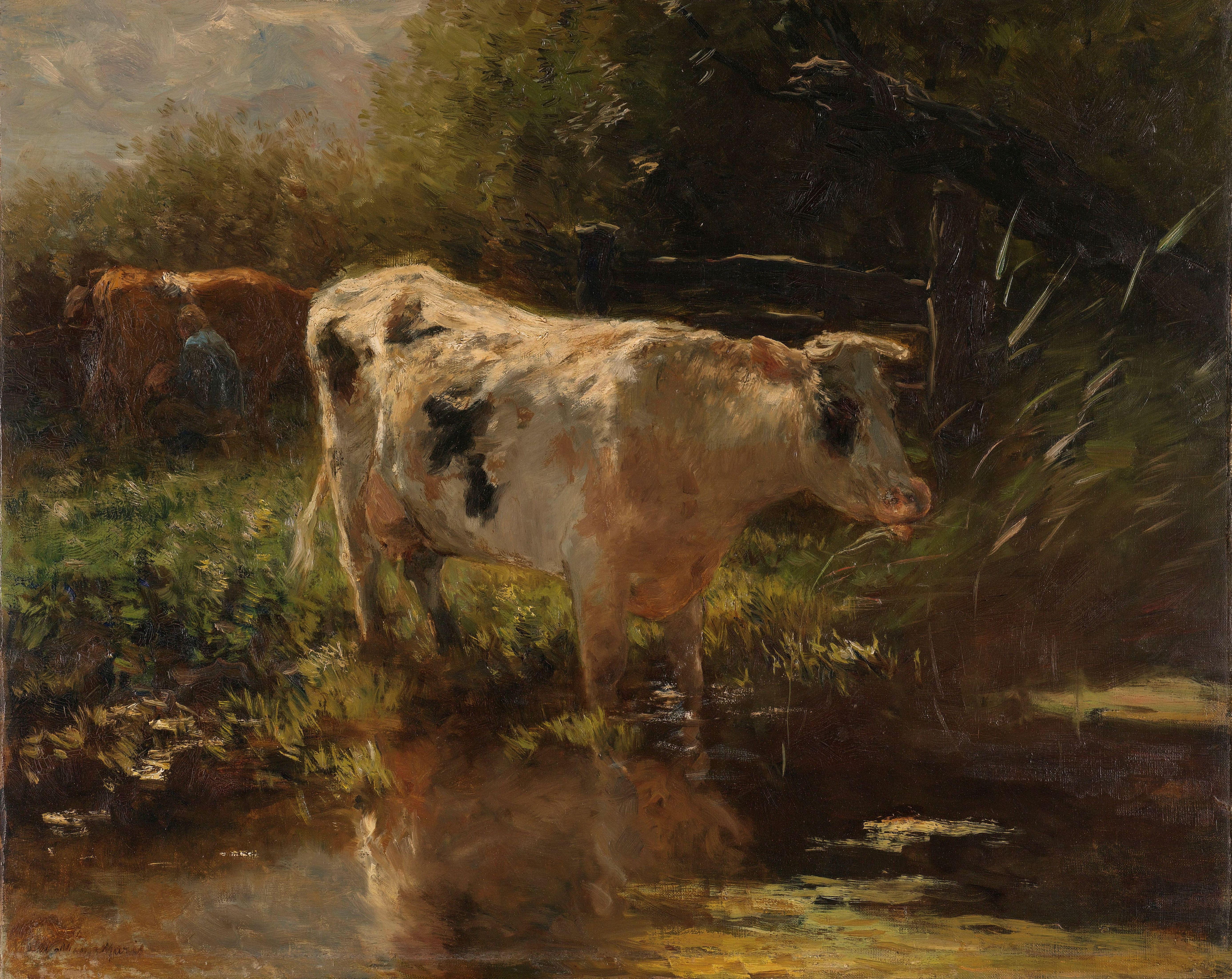
Willem Maris: Koe aan de slootkant

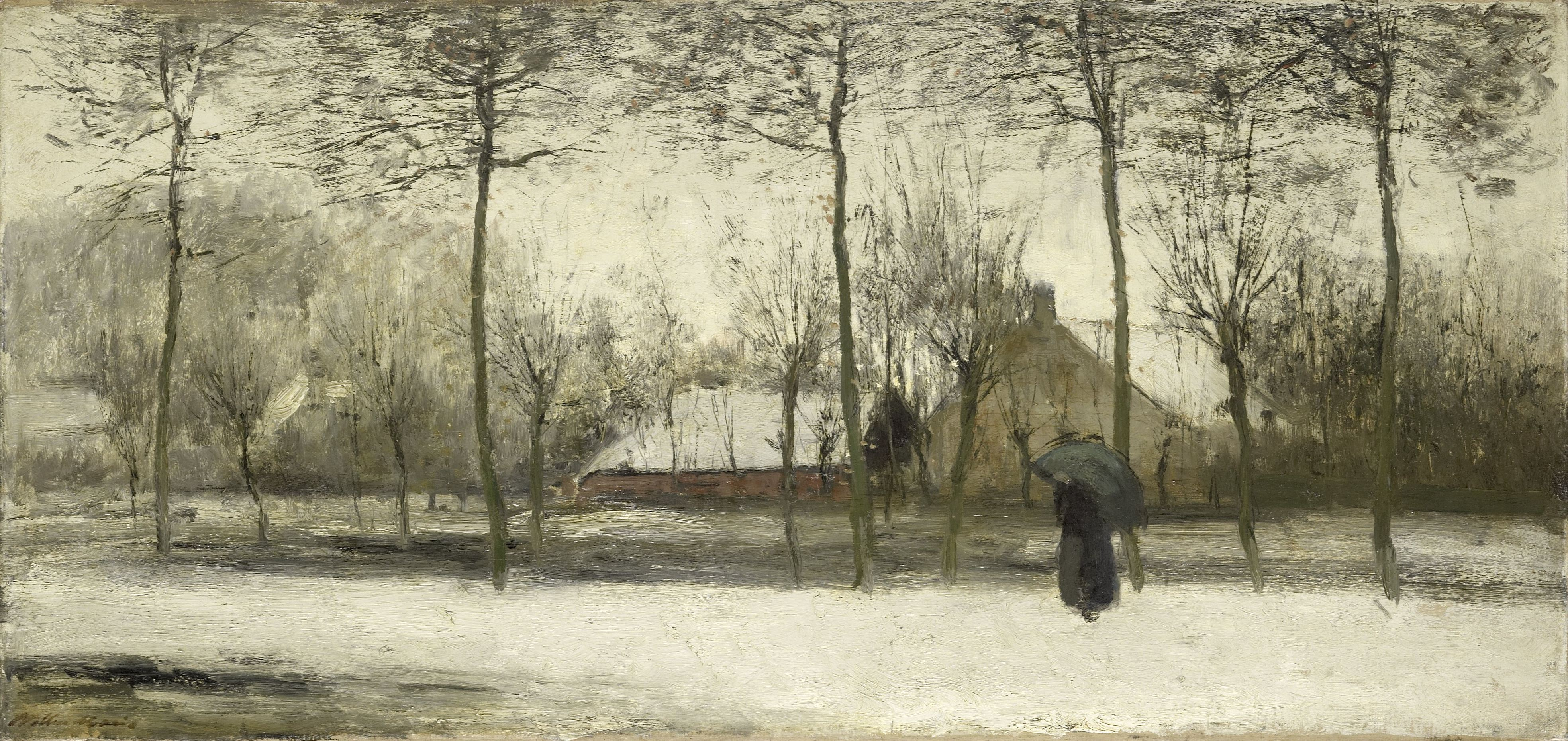
Willem Maris: Winter in het dorp

Mit seinen sich stets wiederholenden holländischen Landschaften mit und ohne Tiere und seiner schlichten Landschaftsauffassung erinnert Maris’ Werk an das des Franzosen Camille Corot.
1862 ließ Willem Maris sich in Den Haag als selbständiger Maler nieder und traf im selben Jahr Anton Mauve, mit dem ihn zeitlebens eine intensive Arbeitsfreundschaft verband. Sie hatten sich in der Künstlerkolonie Landgut Oosterbeek kennengelernt und malten beide überwiegend im Freien.
Wie seine Brüder und Mauve wird auch Willem Maris der Haager Schule zugerechnet, da ihm hauptsächlich daran gelegen war, Stimmung und Atmosphäre einer Landschaft aufzufangen. Im Verlauf der Zeit wurde sein Pinselstrich stets freier und entschlossener. Im Gegensatz zu den Werken seiner Brüder wirken seine Landschaften sonnendurchflutet. Obwohl er als der jüngste der Maris-Brüder eigentlich von sowohl dem Realismus als auch Impressionismus am weitesten entfernt gewesen sein sollte, war er wohl doch der realistischste Maler der drei. Aus einem anderen Standpunkt wiederum könnte man zu der Überzeugung gelangen, er sei der impressionistischste gewesen, wurde er doch bekannt durch seinen Ausspruch: “Ik schilder geen koeien, maar licht” (deutsch: „Ich male keine Kühe, sondern Licht.“)
Fredericus van Rossum du Chattel und George Hendrik Breitner waren zwei seiner Schüler.

## Ausstellungen
- 2012: Willem Maris, Impressionist van de Haagse School, 21. Januar bis 9. April 2012, Gemeentemuseum Den Haag[2][3]

## Öffentliche Sammlungen (Auswahl)
- Museum Boijmans Van Beuningen, Rotterdam[4]
- Museum of Fine Arts, Boston
- National Gallery, London
- Rijksmuseum Amsterdam, Amsterdam
- Ashmolean Museum der University of Oxford
- Dordrechts Museum, Dordrecht
- Rijksmuseum Twenthe, Enschede